# Dăbnița
Dăbnița (în bulgară Дъбница) este un sat  în Obștina Gărmen, Regiunea Blagoevgrad, Bulgaria.

## Demografie
Componența etnică a satului Dăbnița
     Turci (39,37%)
     Bulgari (16,93%)
     Romi (18,29%)
     Nicio identificare (25,39%)
La recensământul din 2011, populația satului Dăbnița era de 1.760 locuitori. Nu există o etnie majoritară, locuitorii fiind turci (39,37%), romi (18,29%) și bulgari (16,93%). Pentru 25,39% din locuitori nu este cunoscută apartenența etnică.